# Heterochaetula
Heterochaetula es un género de mantis de la familia Mantidae. Es originario de Asia. Tiene las siguientes especies:

## Especies
- Heterochaetula fissispinis
- Heterochaetula tricolor